# Emma Peeters

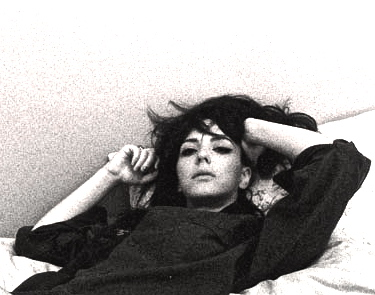
La actriz canadiense Monia Chokri.

Emma Peeters es una película escrita y dirigida por Nicole Palo en 2018. Es una producción internacional entre Bélgica y Canadá, protagonizada por Monia Chokri en el papel principal de Emma. La película se estrenó en el 75.º Festival Internacional de Cine de Venecia.

## Reparto
- Monia Chokri como Emma
- Fabrice Adde como Alex
- Stéphanie Crayencour como Lulu
- Andrea Ferréol como Bernadette
- Anne Sylvain como mamá
- Jean-Henri Compère como papá
- Thomas Mustin como Bob
- Jean-Noël Delfanne como Serge

## Sinopsis
A los 35 años, Emma Peeters hace un balance de su vida y el resultado es en gran parte negativo. Se traslada de Bélgica a París para seguir su vocación de ser actriz, pero solo logra realizar un exitoso comercial, mientras que para salir adelante se ve obligada a trabajar como vendedora en una tienda de electrodomésticos, donde también demuestra gran habilidades, pero no siente ninguna satisfacción. 
La idea del suicidio comienza a abrirse camino y así, una semana antes de su cumpleaños, planea morir justo a los 35 años. Programa cerrar su vida de la mejor manera posible y sin dejar arrepentimientos. En la funeraria a la que acude con antelación para realizar todos los trámites necesarios tras su muerte, conoce a un chico, Alex, con el que pasará gran parte de su tiempo durante esa semana.

## Premios
| Premio / Festival de Cine      | Categoría                        | Nominados            | Resultado |
| ------------------------------ | -------------------------------- | -------------------- | --------- |
| Premios Gallo de Oro           | Mejor película internacional     |                      | nominada  |
| Premio Magritte                | Mejor actriz de soporte          | Stéphanie Crayencour | nominada  |
| Premio Magritte                | Mejor diseño de vestuario        | Gaëlle Fierens       | nominado  |
| Festival de Cine de Montecarlo | La mejor película                |                      | nominada  |
| Festival de Cine de Montecarlo | mejor director                   | Nicole Palo          | ganadora  |
| Festival de Cine de Venecia    | Días de Venecia - Mejor película |                      | nominado  |